# Homme de Maba
L'Homme de Maba (chinois traditionnel 馬壩人 ; chinois simplifié 马坝人 ; pinyin : mǎbà-rén) est le nom donné à un crâne humain fossile (aussi noté Maba 1) découvert en 1958 dans une grotte près du village de Maba, sur le territoire de la ville-préfecture de Shaoguan, dans la province du Guangdong, en Chine.

## Historique
Le crâne de Maba a été découvert en 1958 par des paysans dans une grotte près de Shaoguan, dans le Guangdong, et décrit pour la première fois en 1959 par Ju-Kang Woo et Ru-Ce Peng. Par la suite ont été découverts dans la même grotte une mandibule humaine fragmentaire en 1960 et sept dents isolées en 1984.

## Description
Le fossile trouvé en 1958 consiste en une calotte crânienne et une partie de la face supérieure droite, incluant une partie de l'os nasal. Il présente un fort torus sus-orbitaire, formant une arche au-dessus d'orbites oculaires arrondies, un os frontal pentu, et un os occipital peu anguleux. Les os du crâne sont épais, mais moins que chez Homo erectus. La constriction post-orbitaire est prononcée. Le fossile est attribué à un homme adulte. La capacité crânienne a été estimée à 1 300 cm3, ce qui est supérieur à la fourchette de variabilité d'Homo erectus .
Le crâne présente des traces d'agression auxquelles l'individu aurait survécu.

## Datation
Le crâne fossile a été daté d'environ 132 000 ans en 1986 par les séries de l'uranium, puis d'au moins 237 000 ans en 2007 par une autre équipe, dont le résultat est toutefois discuté, ce qui ne permet pas de retenir une datation consensuelle.

## Attribution
L'Homme de Maba présente des caractéristiques comparables à l'Homme de Dali et à l'Homme de Jinniushan, autres fossiles chinois du Paléolithique moyen. Le paléoanthropologue britannique Christopher Brian Stringer et le journaliste scientifique Ed Yong ont proposé en 2011-2012 de classer ces trois fossiles comme probables représentants de l'Homme de Denisova,.